# شیرش‌آسانا
شیرش آسانا (به سانسکریت: शीर्षासन، IAST: śīrṣāsana) سالامبا شیرشاسانا یا پایه یوگا یک آسانا معکوس در یوگای مدرن به عنوان ورزش است. در هاتا یوگای کلاسیک به عنوان آسانا و مودرا با نام‌های مختلف توصیف شد. آن را پادشاه همه آساناها نامیده‌اند.

## ریشه‌شناسی

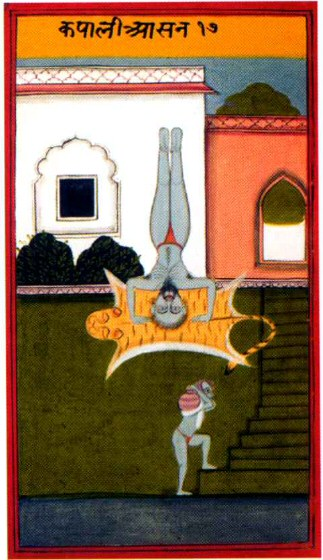
شیرش آسانا

نام Salamba Shirshasana از کلمات سانسکریت सालम्ब Sālamba به معنای «حمایت شده»، शीर्ष، Śīrṣa به معنای «سر» و आसन، Āsana به معنای «حالت» گرفته شده‌است.
نام Śīrṣāsana نسبتاً جدید است. این وضعیت بسیار قدیمی تر است، اما با نام‌های دیگری شناخته می‌شد. مانند وارونگی‌ها، به‌عنوان ویپاریتا کارانی، که در هاتا یوگا پرادیپیکا و سایر متون کلاسیک در مورد هاتا یوگا به‌عنوان مودرا توصیف می‌شود، تمرین می‌شد

## عادی‌ترین وضعیت
انگشت‌های دو دست در هم قلاب می‌شود و مانند فنجانی پسِ سر را نگه می‌دارد، در حالی که لبه‌های داخلی دست، ساعد و آرنج محکم روی زمین است. آرنج‌ها نباید بیشتر از عرض شانه باز شوند. وزن بدن روی دستها، ساعدها و بازوها است، نه روی تاج سر و گردن.
شیرش آسانا برای کسانی که فشار خون بالا یا بیماری چشم، گوش و مغز دارند، مناسب نیست.
این حرکت به «پادشاه» همه آساناها ملقب است. انواع آساناهای دیگر را می‌توان برای ایجاد قدرت و تعادل مورد نیاز بالاتنه استفاده کرد.